# Jacques Hondelatte
Pour les articles homonymes, voir Hondelatte.
Jacques Hondelatte, né le 10 mai 1942 à L'Absie (Deux-Sèvres) et mort le 2 février 2002 à Saint-Romain-la-Virvée (Gironde), est un architecte français. Il a été enseignant à l'École d'architecture et de paysage de Bordeaux de 1969 à 2002.
Inconnu du grand public, Hondelatte est pourtant un créateur culte pour quelques tribus de concepteurs, de tout âge, des personnalités renommées comme Jean Nouvel ou Rudy Ricciotti. Le critique Patrice Goulet et l’enseignant Hervé Bagot ont disséqué sa démarche «de chercheur». Il a des disciples plus directs, les architectes Lacaton & Vassal, la bande du groupe Epinard bleu, dont Frédéric Druot ou , et Christophe Hutin, Anna Chavepayre (sv), Oriane Deville, Duncan Lewis. À l’école d’architecture de Bordeaux, il a été  leur prof, «leur gourou sans dogmes» selon Druot.
Parmi les grands projets qu'il a proposé se trouve le tribunal de grande instance de Bordeaux. L'architecte a d’abord gagné le concours lancé pour ce projet, avant la chancellerie n'annule le résultat en invoquant des vices de formes et des problèmes techniques. Le nouvel appel à projets sera remporté par Richard Rogers.
Ses réponses anti-conformistes à d'autres projets ont aussi été rejetées, telles qu'une proposition pour un viaduc de Millau dont les piles géantes seraient en forme de bouteille, ou une évolution du Mont Saint-Michel équipé d'un miroir pour le refléter dans l'eau.

## Principales réalisations
- Les maisons Artiguebieille et Fargues, aujourd'hui modifiées ;
- Appartement Cotlenko ;
- Maison Sécherre, ayant conservé ses caractéristiques d'origine[4] ;
- L'internat du lycée Gustave Eiffel de Bordeaux[5] ;
- L'aménagement du centre-ville de Niort ;
- Le Centre d'études techniques du Sud-Ouest ;
- École Goubet (Paris) ;
- Immeuble Servan (à Bordeaux, à l'angle de la Place Gambetta et du Cours de l'Intendance), sur lequel l'architecte fait tailler des mascarons dont l'un représente son portrait, idéalisé à la manière du XVIIIe siècle[6] ;

## Récompenses
- Grand prix national de l'architecture (1998).